# Türkiye Kupası 2024/25

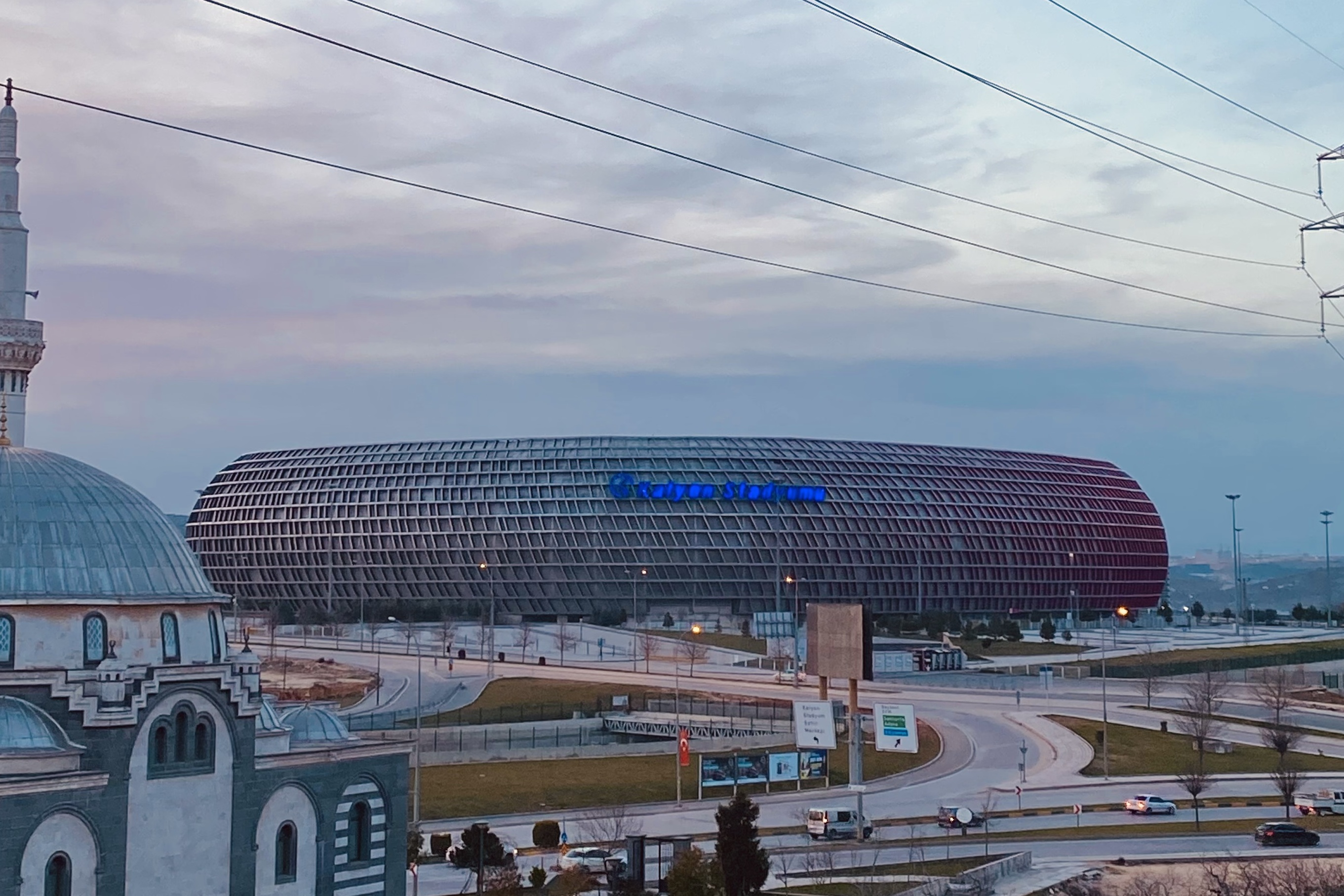
Das Gaziantep Stadyumu in Gaziantep, Austragungsort des Finales.

Der Türkische Fußballpokal 2024/25 war die 63. Austragung des Fußballpokalwettbewerbs der Herren. Der Pokalwettbewerb startete am 10. September 2024 mit der 1. Ausscheidungsrunde.

## Teilnehmende Mannschaften
| Süper Lig die 19 Vereine der Saison 2024/25 | TFF 1. Lig die 20 Vereine der Saison 2024/25 | TFF 2. Lig die 36 Vereine der Saison 2024/25 | TFF 3. Lig die 64 Vereine der Saison 2024/25 | Bölgesel Amatör Lig 16 Vereine |
| Adana Demirspor Alanyaspor Antalyaspor Beşiktaş Istanbul (TV) Bodrum FK Çaykur Rizespor Eyüpspor Fenerbahçe Istanbul Galatasaray Istanbul Gaziantep FK Göztepe Izmir Hatayspor Istanbul Başakşehir FK Kasımpaşa Istanbul Kayserispor Konyaspor Samsunspor Sivasspor Trabzonspor | Adanaspor Amedspor Ankara Keçiörengücü Bandırmaspor Boluspor Çorum FK Erzurumspor FK Esenler Erokspor Fatih Karagümrük SK Gençlerbirliği Ankara Iğdır FK Istanbulspor Kocaelispor Manisa FK MKE Ankaragücü Pendikspor Sakaryaspor Şanlıurfaspor Ümraniyespor Yeni Malatyaspor | 24 Erzincanspor 68 Aksarayspor 1461 Trabzon FK Adana 01 FK Afjet Afyonspor Altay Izmir Altınordu Izmir Ankara Demirspor Arnavutköy Belediyespor Batman Petrolspor Belediye Derincespor Beyoğlu Yeni Çarşı SF Bucaspor 1928 Diyarbekirspor Elazığspor Erbaaspor Fethiyespor Giresunspor İnegölspor İskenderunspor Isparta 32 SK Karacabey Belediyespor Karaköprü Belediyespor Karaman FK Kastamonuspor Kepezspor Kırklarelispor Menemenspor Nazillispor Sarıyer SK Sincan Belediyesi Ankaraspor Serik Belediyespor Somaspor Tuzlaspor Vanspor FK Yeni Mersin İdman Yurdu | Gruppe 1 23 Elazığ FK Anadolu Üniversitesi SK Artvin Hopaspor Belediye Kütahyaspor Bornova 1877 Bulvarspor Bursaspor Düzcespor Ergene Velimeşe SK Kahramanmaraşspor Karşıyaka SK Kırşehir FK Kuşadasıspor Muşspor Silifke Belediyespor Tokat Belediye Plevnespor Gruppe 2 Adıyaman FK Amasyaspor Balıkesirspor Beykoz İshaklı SF Çayelispor Etimesgut Belediyespor Fatsa Belediyespor İnegöl Kafkas Gençlikspor Kelkit Hürriyetspor Mazıdağı Fosfatspor Muğlaspor Nevşehir Belediyespor Silivrispor Tire 2021 FK Türk Metal 1963 SK Uşakspor Gruppe 3 52 Orduspor 1922 Konyaspor 1923 Mustafkemalpaşaspor Alanya 1221 FSK Aliağa FK Ayvalıkgücü Belediyespor Bayburt Özel İdarespor Çankaya FK Çorluspor 1947 Efeler 09 Karabük İdman Yurdu Küçükçekmece Sinopspor Osmaniyespor Pazarspor Viranşehir Belediyespor Yozgat Belediyesi Bozokspor Gruppe 4 Ağrı 1970 SK Bergama SF Bursa Nilüfer FK Büyükçekmece Tepecikspor Denizlispor Edirnespor Erciyes 38 FSK Kahramanmaraş İstiklalspor Kırıkkale FK Mardin 1969 SK Niğde Belediyespor Orduspor 1967 Polatlı 1926 Sebat Gençlikspor Turgutluspor Zonguldak Kömürspor | 12 Bingölspor Bartınspor Bitlis Özgülderespor Bozüyük Vitraspor Bucak Belediye Oğuzhanspor Çankırı FK Dersimspor Hakkari Zapspor Kars 36 Spor Kilis Belediyespor Kurtalanspor Serhat Ardahanspor Sinopspor Şırnak Petrolspor Yeni Çanspor Yeşilova Yalova SK |

## Ausscheidungsrunde
Gemäß des Statuts der Türkischen Fußball Föderation (TFF) bestand die Ausscheidungsrunde (türkisch Eleme aşaması) des Wettbewerbs aus sechs Runden.

### 1. Ausscheidungsrunde
Die Auslosung für die 1. Ausscheidungsrunde fand am 3. September 2024 statt.
| Datum                      |                                 | Ergebnis              |                            | Austragungsort                                         |
| -------------------------- | ------------------------------- | --------------------- | -------------------------- | ------------------------------------------------------ |
| Di., 10.09.2024, 14:00 Uhr | Kahramanmaraş İstiklalspor (IV) | 0:1 (0:1)             | Kilis Belediyespor (V)     | Batıpark Adem Şahan Sentetik Çim Sahası, Kahramanmaraş |
| Di., 10.09.2024, 15:00 Uhr | Sinopspor (V)                   | 0:2 (0:1)             | Düzcespor (IV)             | Üniversite Sahası, Sinop                               |
| Mi., 11.09.2024, 13:30 Uhr | Çankırı FK (V)                  | 1:1 (1:1)             | Kırıkkale FSK (IV)         | Atatürk Stadı, Çankırı                                 |
| Mi., 11.09.2024, 14:00 Uhr | Şırnak Petrolspor (V)           | 4:1 (2:1)             | Kurtalanspor (V)           | Şehir Stadı, Şırnak                                    |
| Mi., 11.09.2024, 14:00 Uhr | Bitlis Özgülerespor (V)         | 2:0 (0:0)             | Hakkari Zapspor (V)        | 8 Ağustos Stadı, Bitlis                                |
| Mi., 11.09.2024, 14:00 Uhr | Dersimspor (IV)                 | 0:7 (0:4)             | Adıyaman FK (IV)           | Atatürk Stadı, Tunceli                                 |
| Mi., 11.09.2024, 14:00 Uhr | Kelkit Hürriyetspor (IV)        | 3:1 n. V. (1:1, 0:0)  | Kars 36 Spor (V)           | İlçe Stadı, Çankırı                                    |
| Mi., 11.09.2024, 14:00 Uhr | Bayburt Özel İdarespor (IV)     | 2:0 (0:0)             | Serhat Ardahanspor (V)     | Genç Osman Stadı, Bayburt                              |
| Mi., 11.09.2024, 14:00 Uhr | Kahramanmaraşspor (IV)          | 1:0 (0:0)             | Nevşehir Belediyespor (IV) | Batıpark Adem Şahan Sentetik Çim Sahası, Kahramanmaraş |
| Mi., 11.09.2024, 14:30 Uhr | Etimesgut Belediyespor (IV)     | 1:0 (1:0)             | Kırşehir FK (IV)           | Osmanlı Stadı, Ankara                                  |
| Mi., 11.09.2024, 14:30 Uhr | Bucak Belediye Oğuzhanspor (V)  | 0:0 n. V. (6:5 i. E.) | Denizlispor (IV)           | İlçe Stadı, Bucak                                      |
| Mi., 11.09.2024, 14:30 Uhr | Zonguldak Kömürspor (IV)        | 2:0 (1:0)             | Bartınspor (V)             | Karaelmas Kemal Köksal Stadı, Zonguldak                |
| Mi., 11.09.2024, 14:30 Uhr | Yeşil Yalova FK (V)             | 3:0 (1:0)             | Yeni Çanspor (V)           | Atatürk Stadı, Yalova                                  |
| Mi., 11.09.2024, 16:00 Uhr | Uşakspor (IV)                   | 4:0 (3:0)             | 1922 Konyaspor (IV)        | 1 Eylül Stadyumu, Uşak                                 |
| Do., 12.09.2024, 13:30 Uhr | 23 Elazığ FK (IV)               | 2:0 (1:0)             | 12 Bingölspor (V)          | Doğukent Stadı, Elazığ                                 |
| Do., 12.09.2024, 16:00 Uhr | Bozüyük Vitraspor (V)           | 0:1 (0:1)             | Bursaspor (IV)             | Şeyh Edebali Üniversitesi, Bilecik                     |

### 2. Ausscheidungsrunde
Die Auslosung für die 2. Ausscheidungsrunde fand am 17. September 2024 statt.
| Datum                      |                                  | Ergebnis              |                                | Austragungsort                                     |
| -------------------------- | -------------------------------- | --------------------- | ------------------------------ | -------------------------------------------------- |
| Di., 08.10.2024, 13:00 Uhr | Kilis Belediyespor (V)           | 2:0 (0:0)             | Balıkesirspor (IV)             | 7 Aralık Stadı, Kilis                              |
| Di., 08.10.2024, 15:00 Uhr | Zonguldak Kömürspor (IV)         | 2:4 n. V. (2:2, 0:2)  | Kırıkkale FK (IV)              | Karaelmas Kemal Köksal Stadı, Zonguldak            |
| Di., 08.10.2024, 19:00 Uhr | Fethiyespor (III)                | 2:2 n. V. (4:3 i. E.) | Düzcespor (IV)                 | İlçe Stadı, Fethiye                                |
| Mi., 09.10.2024, 13:00 Uhr | Adıyaman FK (IV)                 | 5:0 (1:0)             | Afyonspor (III)                | İlçe Stadı, Kâhta                                  |
| Mi., 09.10.2024, 14:00 Uhr | Kahramanmaraşspor (IV)           | 0:3 (0:2)             | Çorluspor 1947 (IV)            | Merkez 1 Futbol Sentetik Çim Sahası, Kahramanmaraş |
| Mi., 09.10.2024, 14:00 Uhr | Ağrı 1970 SK (IV)                | 4:0 (2:0)             | Arnavutköy Belediyespor (III)  | Vali Lütfü Yiğenoğlu Stadyumu, Ağrı                |
| Mi., 09.10.2024, 14:00 Uhr | Muğlaspor (IV)                   | 4:4 n. V. (2:4 i. E.) | Sarıyer SK (III)               | Atatürk Stadı, Muğla                               |
| Mi., 09.10.2024, 14:00 Uhr | Niğde Belediyespor (IV)          | 1:0 (0:0)             | 68 Akasarayspor ()             | Ömer Halisdemir Üniversitesi Futbol Sahası, Niğde  |
| Mi., 09.10.2024, 14:00 Uhr | 23 Elazığ FK (IV)                | 3:2 n. V. (2:2, 0:1)  | Polatlı 1926 (IV)              | Doğukent Stadı, Elazığ                             |
| Mi., 09.10.2024, 14:00 Uhr | Bitlis Özgülderespor (V)         | 1:1 n. V. (3:4 i. E.) | Kelkit Hürriyetspor (IV)       | 8 Ağustos Stadı, Bitlis                            |
| Mi., 09.10.2024, 14:00 Uhr | Karabük İdman Yurdu (IV)         | 0:4 (0:2)             | Bursa Nilüfer FK (IV)          | Dr. Necmettin Şeyhoğlu Stadı, Karabük              |
| Mi., 09.10.2024, 14:00 Uhr | Beykoz Anadolu Spor (III)        | 0:3 (0:3)             | Tire 2021 FK (IV)              | Sancaktepe 15 Temmuz Stadı, Istanbul               |
| Mi., 09.10.2024, 14:00 Uhr | Etimesgut Belediyespor (IV)      | 2:1 (1:1)             | Şırnak Petrolspor (V)          | Etimesgut Belediyesi Atatürk Stadyumu, Ankara      |
| Mi., 09.10.2024, 14:00 Uhr | Fatsa Belediyespor (IV)          | 2:1 n. V. (1:1, 1:0)  | Silifke Belediyespor (IV)      | İlçe Stadı, Fatsa                                  |
| Mi., 09.10.2024, 14:00 Uhr | Çayelispor (IV)                  | 0:2 (0:1)             | Yeşilova Yalova SK (V)         | İlçe Stadı, Çayeli                                 |
| Mi., 09.10.2024, 14:00 Uhr | Amasyaspor (IV)                  | 4:0 (3:0)             | Bucak Belediye Oğuzhanspor (V) | 12 Haziran Şehir Stadı, Amasya                     |
| Mi., 09.10.2024, 14:00 Uhr | Nazillispor (III)                | 1:5 (1:1)             | Somaspor (III)                 | İlçe Stadı, Nazilli                                |
| Mi., 09.10.2024, 14:00 Uhr | Yozgat Belediyesi Bozokspor (IV) | 0:2 (0:0)             | Kırklarelispor (III)           | Sorgun İlçe Stadı, Yozgat                          |
| Mi., 09.10.2024, 14:00 Uhr | Ankara Demirspor (III)           | 1:1 n. V. (4:3 i. E.) | Mazıdağı Fosfatspor (IV)       | TCDD Ankara Demirspor Stadı, Ankara                |
| Mi., 09.10.2024, 14:00 Uhr | Artvin Hopaspor (IV)             | 1:3 (0:1)             | Belediye Derincespor (III)     | İlçe Stadı, Arhavi                                 |
| Mi., 09.10.2024, 14:00 Uhr | Beykoz İshaklı SF (IV)           | 2:6 (1:2)             | Mardin 1969 SK (IV)            | Alemdağ Stadı, Istanbul                            |
| Mi., 09.10.2024, 14:00 Uhr | Küçükçekmece Sinopspor (IV)      | 7:3 (4:2)             | Altınordu Izmir (III)          | Küçükçekmece 100. Yıl Stadı, Istanbul              |
| Mi., 09.10.2024, 14:00 Uhr | Bayburt Özel İdarespor (IV)      | 2:0 (0:0)             | Bergama SF (IV)                | Genç Osman Stadı, Bayburt                          |
| Mi., 09.10.2024, 14:00 Uhr | Ergene Velimeşe SK (IV)          | 1:0 (1:0)             | Çankaya FK (IV)                | Mustafa Kemal Atatürk Stadyumu, Ergene             |
| Mi., 09.10.2024, 15:00 Uhr | Altay Izmir (III)                | 0:1 (0:0)             | Karaman FK (III)               | Alsancak Mustafa Denizli Stadyumu, Izmir           |
| Mi., 09.10.2024, 19:00 Uhr | Giresunspor (III)                | 0:1 (0:1)             | Viranşehir Belediyespor (IV)   | Çotanak Stadyumu, Giresun                          |
| Do., 10.10.2024, 13:00 Uhr | Osmaniyespor (IV)                | 1:0 n. V. (0:0)       | Diyarbekirspor (III)           | 7 Ocak Stadyumu, Osmaniye                          |
| Do., 10.10.2024, 14:00 Uhr | Türk Metal 1963 SK (IV)          | 1:3 (0:1)             | Pazarspor (IV)                 | Bulvar Mimar Kubilay Köse Stadı, Istanbul          |
| Do., 10.10.2024, 14:00 Uhr | Bulvarspor (IV)                  | 0:1 (0:0)             | İnegölspor (III)               | Osmanlı Stadı, Ankara                              |
| Do., 10.10.2024, 14:00 Uhr | Büyükçekmece Tepecikspor (IV)    | 0:1 (0:1)             | Serik Belediyespor (III)       | Tepecik Şenol Güneş Stadı, Istanbul                |
| Do., 10.10.2024, 15:00 Uhr | Uşakspor (IV)                    | 0:1 (0:0)             | Bursaspor (IV)                 | 1 Eylül Stadyumu, Uşak                             |
| Do., 10.10.2024, 19:00 Uhr | Erciyes 38 FSK (IV)              | 2:1 n. V. (1:1, 0:0)  | Orduspor 1967 (IV)             | RHG Enertürk Enerji Stadyumu, Kayseri              |

### 3. Ausscheidungsrunde
Die Auslosung für die 3. Ausscheidungsrunde fand am 15. Oktober 2024 statt.
| Datum                      |                                | Ergebnis              |                                | Austragungsort                                   |
| -------------------------- | ------------------------------ | --------------------- | ------------------------------ | ------------------------------------------------ |
| Di., 29.10.2024, 13:00 Uhr | Bursa Nilüfer FK (IV)          | 2:3 (1:1)             | MKE Ankaragücü (II)            | İbrahim Yazıcı Nilüfer Stadı, Bursa              |
| Mi., 29.10.2024, 13:30 Uhr | Etimesgut Belediyespor (IV)    | 2:0 (1:0)             | Mardin 1969 SK (IV)            | Etimesgut Belediyesi Atatürk Stadı, Ankara       |
| Di., 29.10.2024, 13:30 Uhr | Sarıyer SK (III)               | 1:0 (0:0)             | Niğde Belediyespor (IV)        | Yusuf Ziya Öniş Stadı, Istanbul                  |
| Di., 29.10.2024, 13:30 Uhr | Alanya 1221 FSK (IV)           | 2:1 n. V. (1:1, 0:0)  | Adıyaman FK (IV)               | Milli Egemenlik Stadı, Alanya                    |
| Di., 29.10.2024, 13:30 Uhr | Bornova 1877 (IV)              | 0:2 (0:0)             | Fethiyespor (III)              | Atatürk Stadı, Izmir                             |
| Di., 29.10.2024, 15:00 Uhr | Fatih Karagümrük SK (II)       | 1:0 (0:0)             | Tokat Belediye Plevnespor (IV) | Atatürk-Olympiastadion, Istanbul                 |
| Di., 29.10.2024, 17:30 Uhr | 23 Elazığ FK (IV)              | 0:4 (0:1)             | Konyaspor (I)                  | Atatürk Stadı, Elazığ                            |
| Di., 29.10.2024, 20:30 Uhr | Adanaspor (II)                 | 1:2 n. V. (1:1, 0:0)  | Çorluspor 1947 (IV)            | Yeni Adana Stadyumu, Adana                       |
| Mi., 30.10.2024, 12:00 Uhr | Ağrı 1970 SK (IV)              | 0:1 (0:0)             | Beyoğlu Yeni Çarşı SF (III)    | Vali Lütfü Yiğenoğlu Stadyumu, Ağrı              |
| Mi., 30.10.2024, 13:00 Uhr | Silivrispor (IV)               | 4:2 (2:1)             | Kayserispor (I)                | Müjdat Gürsü Stadı, Silivri                      |
| Di., 30.10.2024, 13:30 Uhr | Somaspor (III)                 | 0:1 (0:0)             | Belediye Kütahyaspor (IV)      | Atatürk Stadı, Soma                              |
| Mi., 30.10.2024, 13:30 Uhr | Belediye Derincespor (III)     | 0:1 (0:0)             | Tire 2021 FK (IV)              | Belediye Derincespor Doğal Çim Stadyumu, Kocaeli |
| Mi., 30.10.2024, 13:30 Uhr | Karşıyaka SK (IV)              | 1:1 n. V. (4:3 i. E.) | Viranşehir Belediyespor (IV)   | Alsancak Mustafa Denizli Stadı, Izmir            |
| Mi., 30.10.2024, 13:30 Uhr | Fatsa Belediyespor (IV)        | 1:2 (0:0)             | Karaman FK (III)               | İlçe Stadı, Fatsa                                |
| Mi., 30.10.2024, 13:30 Uhr | Yeşilova Yalova FK (V)         | 0:4 (0:3)             | Kırklarelispor (III)           | Atatürk Stadı, Yalova                            |
| Mi., 30.10.2024, 13:30 Uhr | Küçükçekmece Sinopspor (IV)    | 3:2 (1:1)             | Erbaaspor (III)                | Küçükçekmece 100. Yıl Stadı, Istanbul            |
| Mi., 30.10.2024, 13:30 Uhr | Ankara Demirspor (III)         | 3:0 (1:0)             | Erciyes 38 FSK (IV)            | TCDD Ankara Demirspor Stadı, Ankara              |
| Mi., 30.10.2024, 13:30 Uhr | Kelkit Hürriyetspor (IV)       | 0:0 n. V. (2:3 i. E.) | Kepezspor (III)                | İlçe Stadı, Kelkit                               |
| Mi., 30.10.2024, 13:30 Uhr | Aliağa FK (IV)                 | 2:3 n. V. (1:1, 0:1)  | Anadolu Üniversitesi SK (IV)   | Atatürk Stadı, Aliağa                            |
| Mi., 30.10.2024, 13:30 Uhr | Osmaniyespor (IV)              | 6:0 (3:0)             | Serik Belediyespor (III)       | 7 Ocak Stadyumu, Osmaniye                        |
| Mi., 30.10.2024, 13:30 Uhr | Ergene Velimeşe SK (IV)        | 0:3 (0:0)             | Sebat Gençlikspor (IV)         | Mustafa Kemal Atatürk Stadyumu, Ergene           |
| Mi., 30.10.2024, 13:30 Uhr | Karacabey Belediyespor (III)   | 3:0 (1:0)             | Amasyaspor (IV)                | M. Fehmi Gerçeker Stadyumu, Karacabey            |
| Mi., 30.10.2024, 13:30 Uhr | Kuşadasıspor (IV)              | 1:2 (1:0)             | Karaköprü Belediyespor (III)   | Kuşadası Özer Türk Stadı                         |
| Mi., 30.10.2024, 13:30 Uhr | Muşspor (IV)                   | 2:1 (2:0)             | İnegölspor (III)               | Şehir Stadı, Muş                                 |
| Mi., 30.10.2024, 13:30 Uhr | Elazığspor (III)               | 2:0 n. V. (0:0)       | 1923 Mustafakemalpaşa SK (IV)  | Doğukent Stadyumu, Elazığ                        |
| Mi., 30.10.2024, 13:30 Uhr | Kırıkkale FK (IV)              | 2:0 (0:0)             | Yeni Malatyaspor (II)          | Başpınar Stadı, Kırıkkale                        |
| Mi., 30.10.2024, 14:30 Uhr | İnegöl Kafkas Gençlikspor (IV) | 0:4 (0:3)             | Hatayspor (I)                  | İlçe Stadı, İnegöl                               |
| Mi., 30.10.2024, 17:30 Uhr | Isparta 32 SK (III)            | 1:0 (0:0)             | Pazarspor (IV)                 | Atatürk Stadı, Isparta                           |
| Mi., 30.10.2024, 20:30 Uhr | 52 Orduspor (IV)               | 1:0 (0:0)             | Şanlıurfaspor (II)             | Yeni Ordu Stadyumu, Ordu                         |
| Do., 31.10.2024, 13:00 Uhr | Bayburt Özel İdarespor (IV)    | 0:0 n. V. (2:4 i. E.) | Samsunspor (I)                 | Genç Osman Stadı, Bayburt                        |
| Do., 31.10.2024, 13:30 Uhr | Efeler 09 ()                   | 1:2 (0:2)             | Adana 01 FK (III)              | Atatürk Stadı, Didim                             |
| Do., 31.10.2024, 13:30 Uhr | Pendikspor (II)                | 1:2 n. V. (1:1, 0:0)  | Ayvalıkgücü Belediyespor (IV)  | Pendik Stadyumu, Istanbul                        |
| Do., 31.10.2024, 14:30 Uhr | Edirnespor (IV)                | 0:1 (0:1)             | Batman Petrolspor (III)        | 25 Kasım Stadı, Edirne                           |
| Do., 31.10.2024, 17:30 Uhr | İstanbulspor (II)              | 4:2 (2:0)             | Kilis Belediyespor (V)         | Necmi Kadıoğlu Stadyumu, Istanbul                |
| Do., 31.10.2024, 20:30 Uhr | Bursaspor (IV)                 | 3:1 (1:0)             | Turgutluspor (IV)              | Yüzüncü Yıl Atatürk Stadyumu, Bursa              |

### 4. Ausscheidungsrunde
Die Auslosung für die 4. Ausscheidungsrunde fand am 5. November 2024 statt.
| Datum                      |                                    | Ergebnis              |                               | Austragungsort                                  |
| -------------------------- | ---------------------------------- | --------------------- | ----------------------------- | ----------------------------------------------- |
| Di., 03.12.2024, 13:00 Uhr | Iğdır FK (II)                      | 2:3 (2:2)             | Muşspor (IV)                  | Şehir Stadı, Iğdır                              |
| Di., 03.12.2024, 13:30 Uhr | Bandırmaspor (II)                  | 2:3 n. V. (2:2, 0:1)  | Karacabey Belediyespor (III)  | 17 Eylül Stadı, Bandırma                        |
| Di., 03.12.2024, 15:30 Uhr | Antalyaspor (I)                    | 4:1 (2:0)             | Küçükçekmece Sinopspor (IV)   | Corendon Airlines Park Antalya Stadı, Antalya   |
| Di., 03.12.2024, 18:00 Uhr | Adana Demirspor (I)                | 4:3 n. V. (3:3, 0:2)  | Sebat Gençlikspor (IV)        | Yeni Adana Stadyumu, Adana                      |
| Di., 03.12.2024, 20:30 Uhr | Samsunspor (I)                     | 2:4 n. V. (2:2, 2:1)  | 52 Orduspor (IV)              | 19 Mayıs Stadı, Samsun                          |
| Mi., 04.12.2024, 13:00 Uhr | Alanyaspor (I)                     | 4:1 (3:0)             | Fethiyespor (III)             | GAİN Park Stadyumu, Alanya                      |
| Mi., 04.12.2024, 13:30 Uhr | Menemenspor (III)                  | 3:0 (1:0)             | Elazığspor (III)              | İlçe Stadı, Menemen                             |
| Mi., 04.12.2024, 13:30 Uhr | Fatih Karagümrük SK (II)           | 3:0 (1:0)             | Sarıyer SK (III)              | Atatürk-Olympiastadion, Istanbul                |
| Mi., 04.12.2024, 13:30 Uhr | İskenderunspor (III)               | 4:1 (3:0)             | Tire 2021 FK (IV)             | Kırıkhan İlçe Stadı, Hatay                      |
| Mi., 04.12.2024, 13:30 Uhr | Erzurumspor FK (II)                | 3:2 (2:1)             | Ayvalıkgücü Belediyespor (IV) | Kâzım Karabekir Stadyumu, Erzurum               |
| Mi., 04.12.2024, 13:30 Uhr | Yeni Mersin İdman Yurdu (III)      | 0:2 (0:0)             | Kırklarelispor (III)          | Mersin Stadyumu, Mersin                         |
| Mi., 04.12.2024, 13:30 Uhr | Sincan Belediyesi Ankaraspor (III) | 1:2 n. V. (1:1, 0:0)  | Etimesgut Belediyespor (IV)   | Osmanlı Stadı, Ankara                           |
| Mi., 04.12.2024, 13:30 Uhr | Amedspor (II)                      | 1:0 n. V. (0:0)       | Adana 01 FK (III)             | Diyarbakır Stadyumu                             |
| Mi., 04.12.2024, 13:30 Uhr | Çorluspor 1947 (IV)                | 4:2 (0:2)             | Manisa FK (II)                | General Basri Saran Stadı, Çorlu                |
| Mi., 04.12.2024, 13:30 Uhr | Istanbulspor (II)                  | 4:1 (1:0)             | Alanya 1221 FSK (IV)          | Necmi Kadıoğlu Stadyumu, Istanbul               |
| Mi., 04.12.2024, 13:30 Uhr | 1461 Trabzon (III)                 | 3:1 (1:0)             | Kırıkkale FK (IV)             | Of İlçe Stadı                                   |
| Mi., 04.12.2024, 13:30 Uhr | Gençlerbirliği Ankara (II)         | 1:0 n. V. (0:0)       | Belediye Kütahyaspor (IV)     | Eryaman Stadyumu, Ankara                        |
| Mi., 04.12.2024, 13:30 Uhr | Anadolu Üniversitesi SK (IV)       | 1:2 (1:1)             | Bucaspor 1928 (III)           | Osmangazi Üniversitesi Stadı, Eskişehir         |
| Mi., 04.12.2024, 13:30 Uhr | 24 Erzincanspor (III)              | 3:0 (0:0)             | Karaköprü Belediyespor (IV)   | Mustakil Atletizm Pisti Sahası, Erzincan        |
| Do., 04.12.2024, 13:30 Uhr | Ankara Keçiörengücü (II)           | 4:2 (3:1)             | Beyoğlu Yeni Çarşı SF (III)   | Keçiören Aktepe Stadı, Ankara                   |
| Mi., 04.12.2024, 15:30 Uhr | Karşıyaka SK (IV)                  | 1:2 (0:1)             | MKE Ankaragücü (II)           | Alsancak Mustafa Denizli Stadı, Izmir           |
| Mi., 04.12.2024, 18:00 Uhr | Konyaspor (I)                      | 9:0 (5:0)             | Kepezspor (III)               | Medaş Konya Büyükşehir Belediye Stadyumu, Konya |
| Mi., 04.12.2024, 20:30 Uhr | Bursaspor (IV)                     | 2:2 n. V. (6:7 i. E.) | Vanspor FK (III)              | Yüzüncü Yıl Atatürk Stadyumu, Bursa             |
| Do., 05.12.2024, 13:00 Uhr | Ümraniyespor (II)                  | 3:2 (1:1)             | Isparta 32 SK (III)           | Ümraniye Stadyumu, Istanbul                     |
| Do., 05.12.2024, 13:30 Uhr | Ankara Demirspor (III)             | 1:3 (1:0)             | Kastamonuspor (III)           | TCDD Ankara Demirspor Stadı, Ankara             |
| Do., 05.12.2024, 13:30 Uhr | Karaman FK (III)                   | 0:2 (0:1)             | Esenler Erokspor (II)         | Yeni Karaman Stadyumu                           |
| Do., 05.12.2024, 15:30 Uhr | Hatayspor (I)                      | 5:0 (2:0)             | Osmaniyespor (IV)             | Mersin Stadyumu, Mersin                         |
| Do., 05.12.2024, 18:OO Uhr | Çaykur Rizespor (I)                | 3:2 (1:1)             | Silivrispor (IV)              | Çaykur Didi Stadı, Rize                         |
| Do., 05.12.2024, 20:30 Uhr | Gaziantep FK (I)                   | 1:0 (0:0)             | Batman Petrolspor (III)       | Kalyon Stadyumu, Gaziantep                      |

### 5. Ausscheidungsrunde
Die Auslosung für die 5. Ausscheidungsrunde fand am 6. Dezember 2024 statt.
| Datum                      |                            | Ergebnis              |                              | Austragungsort                                  |
| -------------------------- | -------------------------- | --------------------- | ---------------------------- | ----------------------------------------------- |
| Di., 17.12.2024, 13:00 Uhr | Eyüpspor (I)               | 4:1 (2:1)             | Etimesgut Belediyespor (IV)  | Recep Tayyip Erdoğan Stadı, Istanbul            |
| Di., 17.12.2024, 15:30 Uhr | Konyaspor (I)              | 1:0 (0:0)             | Karacabey Belediyespor (III) | Medaş Konya Büyükşehir Belediye Stadyumu, Konya |
| Di., 17.12.2024, 18:00 Uhr | Çaykur Rizespor (I)        | 6:0 (5:0)             | Vanspor FK (III)             | Çaykur Didi Stadı, Rize                         |
| Di., 17.12.2024, 20:30 Uhr | Alanyaspor (I)             | 3:2 (1:1)             | Amedspor (II)                | GAİN Park Stadyumu, Alanya                      |
| Mi., 18.12.2024, 13:00 Uhr | Muşspor (IV)               | 1:1 n. V. (3:4 i. E.) | Antalyaspor (I)              | Şehir Stadı, Muş                                |
| Mi., 18.12.2024, 13:00 Uhr | Çorluspor 1947 (IV)        | 2:3 (1:1)             | Kocaelispor (II)             | General Basri Saran Stadı, Çorlu                |
| Mi., 18.12.2024, 13:00 Uhr | Esenler Erokspor (II)      | 1:2 (1:1)             | Istanbulspor (II)            | Esenler Erok Stadyumu, Istanbul                 |
| Mi., 18.12.2024, 13:00 Uhr | Boluspor (II)              | 4:0 (0:0)             | 1461 Trabzon FK (III)        | Atatürk Stadı, Bolu                             |
| Mi., 18.12.2024, 13:00 Uhr | Ankara Keçiörengücü (II)   | 1:4 (1:2)             | Sivasspor (I)                | Keçiören Aktepe Stadı, Ankara                   |
| Mi., 18.12.2024, 13:00 Uhr | Kastamonuspor (III)        | 1:6 (0:2)             | Bodrum FK (I)                | Gazi Stadı, Kastamonu                           |
| Mi., 18.12.2024, 15:30 Uhr | Ümraniyespor (II)          | 1:2 (1:0)             | Fatih Karagümrük SK (II)     | Ümraniye Stadyumu, Istanbul                     |
| Mi., 18.12.2024, 15:30 Uhr | Erzurumspor FK (II)        | 2:0 (1:0)             | Sakaryaspor (II)             | Kâzım Karabekir Stadyumu, Erzurum               |
| Mi., 18.12.2024, 18:00 Uhr | Menemenspor (III)          | 2:3 (1:2)             | MKE Ankaragücü (II)          | İlçe Stadı, Menemen                             |
| Mi., 18.12.2024, 20:30 Uhr | Gaziantep FK (I)           | 2:0 (0:0)             | 52 Orduspor FK (IV)          | Kalyon Stadyumu, Gaziantep                      |
| Do., 19.12.2024, 13:00 Uhr | İskenderunspor (III)       | 1:0 (1:0)             | Hatayspor (I)                | Kırıkhan İlçe Stadı, Hatay                      |
| Do., 19.12.2024, 14:30 Uhr | Kırklarelispor (III)       | 2:0 (0:0)             | Adana Demirspor (I)          | Atatürk Stadı, Kırklareli                       |
| Do., 19.12.2024, 17:00 Uhr | Gençlerbirliği Ankara (II) | 0:1 (0:1)             | Kasımpaşa Istanbul (I)       | Eryaman Stadyumu, Ankara                        |
| Do., 19.12.2024, 17:00 Uhr | 24 Erzincanspor (III)      | 4:6 (0:1)             | Çorum FK (II)                | 13 Şubat Şehir Stadı, Erzincan                  |
| Do., 19.12.2024, 20:00 Uhr | Bucaspor 1928 (III)        | 0:4 (0:2)             | Göztepe Izmir (I)            | Yeni Buca Stadı, Izmir                          |

## Gruppenphase
Die Auslosung für die Gruppenphase fand am 20. Dezember 2024 statt.

### Gruppe A
| Pl. | Verein              | Sp. | S | U | N | Tore    | Diff. | Punkte |
| --- | ------------------- | --- | - | - | - | ------- | ----- | ------ |
| 1.  | Trabzonspor         | 3   | 2 | 1 | 0 | 010:400 | +6    | 07     |
| 2.  | İskenderunspor      | 3   | 1 | 2 | 0 | 005:400 | +1    | 05     |
| 3.  | Alanyaspor          | 3   | 1 | 1 | 1 | 005:500 | ±0    | 04     |
| 4.  | Çaykur Rizespor     | 3   | 1 | 0 | 2 | 004:700 | −3    | 03     |
| 5.  | Fatih Karagümrük SK | 3   | 1 | 0 | 2 | 003:600 | −3    | 03     |
| 6.  | MKE Ankaragücü      | 3   | 0 | 2 | 1 | 003:400 | −1    | 02     |

| 7. Januar 2025      |           |                     |                        |
| MKE Ankaragücü      | 1:1 (1:0) | İskenderunspor      | Eryaman Stadyumu       |
| Fatih Karagümrük SK | 1:0 (0:0) | Çaykur Rizespor     | Atatürk-Olympiastadion |
| 8. Januar 2025      |           |                     |                        |
| Trabzonspor         | 3:0 (0:0) | Alanyaspor          | Papara Park Stadyumu   |
| 5. Februar 2025     |           |                     |                        |
| İskenderunspor      | 2:2 (1:0) | Trabzonspor         |                        |
| Çaykur Rizespor     | 2:1 (2:0) | MKE Ankaragücü      | Çaykur Didi Stadı      |
| 6. Februar 2025     |           |                     |                        |
| Alanyaspor          | 4:1 (3:1) | Fatih Karagümrük SK | GAİN Park Stadyumu     |
| 26. Februar 2025    |           |                     |                        |
| Trabzonspor         | 5:2 (3:0) | Çaykur Rizespor     | Papara Park Stadyumu   |
| MKE Ankaragücü      | 1:1 (0:0) | Alanyaspor          | Eryaman Stadyumu       |
| Fatih Karagümrük SK | 1:2 (0:2) | İskenderunspor      | Atatürk-Olympiastadion |

### Gruppe B
| Pl. | Verein              | Sp. | S | U | N | Tore    | Diff. | Punkte |
| --- | ------------------- | --- | - | - | - | ------- | ----- | ------ |
| 1.  | Fenerbahçe Istanbul | 3   | 3 | 0 | 0 | 012:100 | +11   | 09     |
| 2.  | Göztepe Izmir       | 3   | 3 | 0 | 0 | 007:000 | +7    | 09     |
| 3.  | Istanbulspor        | 3   | 2 | 0 | 1 | 005:400 | +1    | 06     |
| 4.  | Gaziantep FK        | 3   | 1 | 0 | 2 | 005:500 | ±0    | 03     |
| 5.  | Kasımpaşa Istanbul  | 3   | 0 | 0 | 3 | 000:100 | −10   | 0      |
| 6.  | Erzurumspor FK      | 3   | 0 | 0 | 3 | 000:900 | −9    | 0      |

| 9. Januar 2025      |           |                     |                            |
| Kasımpaşa Istanbul  | 0:3 (0:3) | Fenerbahçe Istanbul | Recep Tayyip Erdoğan Stadı |
| Erzurumspor FK      | 0:1 (0:1) | Göztepe Izmir       | Kâzım Karabekir Stadyumu   |
| Gaziantep FK        | 4:0 (1:0) | Istanbulspor        | Gaziantep Stadyumu         |
| 5. Februar 2025     |           |                     |                            |
| Fenerbahçe Istanbul | 5:0 (1:0) | Erzurumspor FK      | Ülker Stadyumu             |
| 6. Februar 2025     |           |                     |                            |
| Istanbulspor        | 2:0 (2:0) | Kasımpaşa Istanbul  | Necmi Kadıoğlu Stadyumu    |
| Göztepe Izmir       | 1:0 (0:0) | Gaziantep FK        | Gürsel Aksel Stadyumu      |
| 27. Februar 2025    |           |                     |                            |
| Gaziantep FK        | 1:4 (0:3) | Fenerbahçe Istanbul | Gaziantep Stadyumu         |
| Kasımpaşa Istanbul  | 0:5 (0:2) | Göztepe Izmir       | Recep Tayyip Erdoğan Stadı |
| Erzurumspor FK      | 0:3 (0:0) | Istanbulspor        | Necmi Kadıoğlu Stadyumu    |

### Gruppe C
| Pl. | Verein                 | Sp. | S | U | N | Tore    | Diff. | Punkte |
| --- | ---------------------- | --- | - | - | - | ------- | ----- | ------ |
| 1.  | Konyaspor              | 3   | 2 | 1 | 0 | 004:100 | +3    | 07     |
| 2.  | Galatasaray Istanbul 1 | 3   | 1 | 2 | 0 | 006:300 | +3    | 05     |
| 3.  | Istanbul Başakşehir FK | 3   | 1 | 2 | 0 | 006:300 | +3    | 05     |
| 4.  | Eyüpspor               | 3   | 1 | 1 | 1 | 002:300 | −1    | 04     |
| 5.  | Çorum FK               | 3   | 1 | 0 | 2 | 003:600 | −3    | 03     |
| 6.  | Boluspor               | 3   | 0 | 0 | 3 | 002:700 | −5    | 0      |

| 8. Januar 2025         |           |                        |                                          |
| Galatasaray Istanbul   | 2:2 (0:1) | Istanbul Başakşehir FK | Rams Park                                |
| Eyüpspor               | 1:0 (0:0) | Boluspor               | Recep Tayyip Erdoğan Stadı               |
| 9. Januar 2025         |           |                        |                                          |
| Çorum FK               | 0:1 (0:0) | Konyaspor              | Çorum Şehir Stadyumu                     |
| 4. Februar 2025        |           |                        |                                          |
| Istanbul Başakşehir FK | 4:1 (2:1) | Çorum FK               | Başakşehir Fatih Terim Stadı             |
| Konyaspor              | 3:1 (1:0) | Eyüpspor               | Medaş Konya Büyükşehir Belediye Stadyumu |
| 6. Februar 2025        |           |                        |                                          |
| Boluspor               | 1:4 (1:2) | Galatasaray Istanbul   | Bolu Atatürk Stadı                       |
| 26. Februar 2025       |           |                        |                                          |
| Çorum FK               | 2:1 (1:0) | Boluspor               | Çorum Şehir Stadyumu                     |
| 27. Februar 2025       |           |                        |                                          |
| Galatasaray Istanbul   | 0:0       | Konyaspor              | Rams Park                                |
| Eyüpspor               | 0:0       | Istanbul Başakşehir FK | TBA                                      |

### Gruppe D
| Pl. | Verein            | Sp. | S | U | N | Tore    | Diff. | Punkte |
| --- | ----------------- | --- | - | - | - | ------- | ----- | ------ |
| 1.  | Beşiktaş Istanbul | 3   | 3 | 0 | 0 | 005:100 | +4    | 09     |
| 2.  | Bodrum FK         | 3   | 2 | 1 | 0 | 008:500 | +3    | 07     |
| 3.  | Kocaelispor       | 3   | 2 | 0 | 1 | 007:400 | +3    | 06     |
| 4.  | Antalyaspor       | 3   | 1 | 0 | 2 | 005:600 | −1    | 03     |
| 5.  | Kırklarelispor    | 3   | 0 | 1 | 2 | 005:900 | −4    | 01     |
| 6.  | Sivasspor         | 3   | 0 | 0 | 3 | 000:500 | −5    | 0      |

| 7. Januar 2025    |           |                   |                                      |
| Sivasspor         | 0:1 (0:1) | Beşiktaş Istanbul | BG Grup 4 Eylül Stadyumu             |
| Antalyaspor       | 3:1 (2:0) | Kocaelispor       | Corendon Airlines Park Antalya Stadı |
| 8. Januar 2025    |           |                   |                                      |
| Kırklarelispor    | 4:4 (3:3) | Bodrum FK         | Kırklareli Atatürk Stadı             |
| 4. Februar 2025   |           |                   |                                      |
| Beşiktaş Istanbul | 2:0 (0:0) | Kırklarelispor    | Atatürk-Olympiastadion               |
| Kocaelispor       | 0:2 (0:1) | Sivasspor         | Yıldız Entegre Kocaeli Stadyumu      |
| 5. Februar 2025   |           |                   |                                      |
| Bodrum FK         | 3:1 (2:0) | Antalyaspor       | Bodrum İlçe Stadyumu                 |
| 25. Februar 2025  |           |                   |                                      |
| Antalyaspor       | 1:2 (0:1) | Beşiktaş Istanbul | Corendon Airlines Park Antalya Stadı |
| Sivasspor         | 0:1 (0:1) | Bodrum FK         | BG Grup 4 Eylül Stadyumu             |
| Kırklarelispor    | 1:3 (0:2) | Kocaelispor       | Kırklareli Atatürk Stadı             |

## Finalrunde
Gemäß des Statuts der Türkischen Fußball Föderation (TFF) besteht die Finalrunde (türkisch Final aşaması) des Wettbewerbs aus drei Runden; dem Viertelfinale, Halbfinale und Finale.

### Viertelfinale
Die Auslosung für das Viertel- und Halbfinale fand am 6. März 2025 statt. Die Gruppenersten sind im Viertelfinale gesetzt und treffen auf einen der Gruppenzweiten, wobei eine Paarung mit dem Gruppenzweiten aus der gleichen Gruppe nicht möglich ist.
| Datum                      |                         | Ergebnis             |                          | Austragungsort                         |
| -------------------------- | ----------------------- | -------------------- | ------------------------ | -------------------------------------- |
| Di., 01.04.2025, 20:30 Uhr | Konyaspor (I)           | 3:0 (0:0)            | İskenderunspor (III)     | Medaş Konya Büyükşehir Stadyumu, Konya |
| Mi., 02.04.2025, 17:45 Uhr | Trabzonspor (I)         | 3:2 n. V. (2:2, 2:2) | Bodrum FK (I)            | Papara Park Stadyumu, Trabzon          |
| Mi., 02.04.2025, 20:45 Uhr | Fenerbahçe Istanbul (I) | 1:2 (1:2)            | Galatasaray Istanbul (I) | Ülker Stadyumu, Istanbul               |
| Do., 03.04.2025, 20:30 Uhr | Beşiktaş Istanbul (I)   | 1:3 (1:1)            | Göztepe Izmir (I)        | Beşiktaş Park, Istanbul                |

### Halbfinale
| Datum                      |                 | Ergebnis  |                          | Austragungsort                         |
| -------------------------- | --------------- | --------- | ------------------------ | -------------------------------------- |
| Di., 22.04.2025, 20:30 Uhr | Konyaspor (I)   | 1:5 (0:2) | Galatasaray Istanbul (I) | Medaş Konya Büyükşehir Stadyumu, Konya |
| Do., 24.04.2025, 20:30 Uhr | Trabzonspor (I) | 2:0 (0:0) | Göztepe Izmir (I)        | Papara Park Stadyumu, Trabzon          |

### Finale
| Paarung                   | Trabzonspor (I) – Galatasaray Istanbul (I) |
| Ergebnis                  | 0:3 (0:1) |
| Datum                     | 14. Mai 2025 um 20:45 Uhr (UTC+3) |
| Stadion                   | Gaziantep Stadyumu, Gaziantep |
| Schiedsrichter            | Cihan Aydın (Bursa) |
| Schiedsrichterassistenten | Mustafa Savranlar, Hakan Yemişken |
| Vierter Offizieller       | Ozan Ergün |
| VAR                       | Tomasz Kwiatkowski ( Polen) |
| Tore                      | 0:1 Barış Alper Yılmaz (5., Yunus Akgün) 0:2 Victor Osimhen (46. Yunus Akgün) 0:3 Victor Osimhen (63., Yunus Akgün) |
| Trabzonspor (I)           | Uğurcan Çakır – Mustafa Eskihellaç, Arseniy Batagov (45.+2' ), Stefan Savić, Pedro Malheiro – Okay Yokuşlu (60. ), Batista Mendy (80. ), Anthony Nwakaeme, Ozan Tufan (80. ), Oleksandr Subkow – Simon Banza (60. ) Ersatzbank: Muhammet Taha Tepe, Ali Şahin Yılmaz, Serdar Saatçı (80. ), Arif Boşluk, John Lundstram (45.+2' ), Muhammed Cham (80. ), Edin Višća (60. ), Cihan Çanak, Danylo Sikan, Denis Drăguș (60. ) Cheftrainer: Fatih Tekke   |
| Galatasaray Istanbul (I)  | Günay Güvenç – Eren Elmalı (78. ), Abdülkerim Bardakcı (72. ), Davinson Sánchez, Roland Sallai – Mario Lemina (72. ), Lucas Torreira, Barış Alper Yılmaz, Gabriel Sara (62. ), Yunus Akgün – Victor Osimhen (72. ) Ersatzbank: Fernando Muslera, Carlos Cuesta, Ismail Jakobs (78. ), Przemysław Frankowski, Kaan Ayhan (72. ), Berkan Kutlu, Kerem Demirbay (72. ), Ahmed Kutucu, Dries Mertens (72. ), Álvaro Morata (62. ) Cheftrainer: Okan Buruk |
| Gelbe Karten              | Stefan Savić (21.), John Lundstram (58.) – Gabriel Sara (27.), Dries Mertens (79.), Roland Sallai (90.+1') |
| Besonderheiten            | Spieler der Begegnung: Victor Osimhen |

## Torschützenliste
Bei gleicher Anzahl an Toren sind die Spieler alphabetisch gelistet.
| Rang                | Name               | Mannschaft                   | Tore |
| ------------------- | ------------------ | ---------------------------- | ---- |
| 01.                 | Melih Bostan       | Konyaspor                    | 6    |
| 01.                 | Okan Derici        | Kırklarelispor               | 6    |
| 01.                 | Kenan Kodro        | Gaziantep FK                 | 6    |
| 04.                 | Victor Osimhen     | Galatasaray Istanbul         | 5    |
| 05.                 | Mert Aktaş         | Silivrispor/Ankara Demirspor | 4    |
| 05.                 | Osman Arslantaş    | Kırıkkale FK                 | 4    |
| 05.                 | Gökdeniz Bayrakdar | Bodrum FK                    | 4    |
| 05.                 | Rômulo Cardoso     | Göztepe Izmir                | 4    |
| 05.                 | Youssef En-Nesyri  | Fenerbahçe Istanbul          | 4    |
| 05.                 | Kuryū Matsuki      | Göztepe Izmir                | 4    |
| 05.                 | Yusuf Ali Özer     | Istanbulspor                 | 4    |
| Stand: 14. Mai 2025 |                    |                              |      |